# مرادآباد (فاریاب)
مرادآباد یا گزگنتیل، روستایی در دهستان هور بخش هور شهرستان فاریاب در استان کرمان ایران است.

## جمعیت
بر پایه سرشماری عمومی نفوس و مسکن در سال ۱۳۹۵، جمعیت این روستا برابر با ۲۱۹ نفر (۶۴ خانوار) بوده است.